# HDR Vivid
HDR Vivid — формат HDR-видео, представленный в сентябре 2020 году китайским альянсом высокотехнологичных компаний CUVA. Наряду с Dolby Vision и HDR10+ данный формат поддерживает динамические метаданные, что позволяет оптимизировать яркость и отображение цветовой палитры каждой сцены видеоконтента под характеристики дисплея, на котором осуществляется воспроизведение. Формально, стандарт является открытым и производитель не должен платить лицензионные отчисления с каждого устройства, при условии соответствия требованиям стандарта.
Формат позволяет отображать видеоконтент с яркостью до 4000 нит (кандел на 1 м².), что в 40 раз больше чем максимальное значения яркости видео со стандартным динамическим диапазоном (SDR-видео). Кроме того, формат совместим с расширенной цветовой палитрой BT.2020, значительно превышающую стандартную для кинопроизводства палитру Р3 и популярную в стриминговых платформах палитру BT.709.
Tencent video была первой компанией представившей в начале 2021 года контент в этом формате в коммерческом стриминговом сервисе. В сентябре 2021 года, компания iQiyi стала первой платформой с полной поддержкой формата HDR Vivid, осуществляющей онлайн вещание в этом формате.

## Создание материалов в формате HDR Vivid
Производство видео в формате HDR Vivid возможна с помощью устройств, имеющих чипы поддерживающие прямую запись в этом формате или посредством перекодирования видеофайлов, созданных в других форматах с помощью программного обеспечения. Непосредственная запись в HDR Vivid поддерживается смартфонами, имеющими чипы HiSilicon (Kirin 990, Kirin 9000, 9000E, Kirin 9010, Kirin 9000S1), MediaTek (Dimensity 9000) и Qualcomm (Snapdragon 8+ Gen 1). 
Постобработка видео в формате HDR Vivid возможна непосредственно на смартфоне, в видеоредакторе Petal Clip или в на компьютере программе Editmax11.5 от Sobel Digital.
Технологический процесс профессиональной съёмки видеопродукции в HDR Vivid принципиально не отличается от других форматов HDR-видео и не потребует нового оборудования для съёмки, поскольку метаданные добавляются позднее, на стадии постобработки. В то же время, для производства контента в новом формате необходимы специализированные инструменты цветокоррекции и грэйдинга, монтажа, кодирования и декодирования видеофайлов и устройства поддерживающие воспроизведение HDR Vivid.

## Воспроизведение HDR Vivid
Первыми телевизорами, поддерживающими формат HDR Vivid стали модели серии Huawei Smart Screen V. Также, данный стандарт доступен на других моделях этого производителя, при установке обновлений операционной системы. Просмотр видео HDR Vivid поддерживается на смартфонах позволяющих записывать файлы в этом формате, а также на экранах некоторых моделей компаний Honor, Huawei, Redmi и Xiaomi, имеющих только функцию воспроизведения. 
В чипсете Qualcomm Snapdragon 8 Gen 3 имеется поддержка воспроизведения видео HDR Vivid на дисплеях мобильных устройств, наряду с другими стандартами HDR.  
Технологии производства смартфонов позволяют добавлять в них поддержку воспроизведения как одного стандарта HDR Vivid, так и в сочетании его с другими стандартами HDR-видео с динамическими метаданными (совместно с Dolby Vision и HDR10+).